# UTC−05:00
UTC-5 é o fuso horário onde o horário local de seus países usuários é contado a partir de menos cinco horas do horário do Meridiano de Greenwich (UTC).

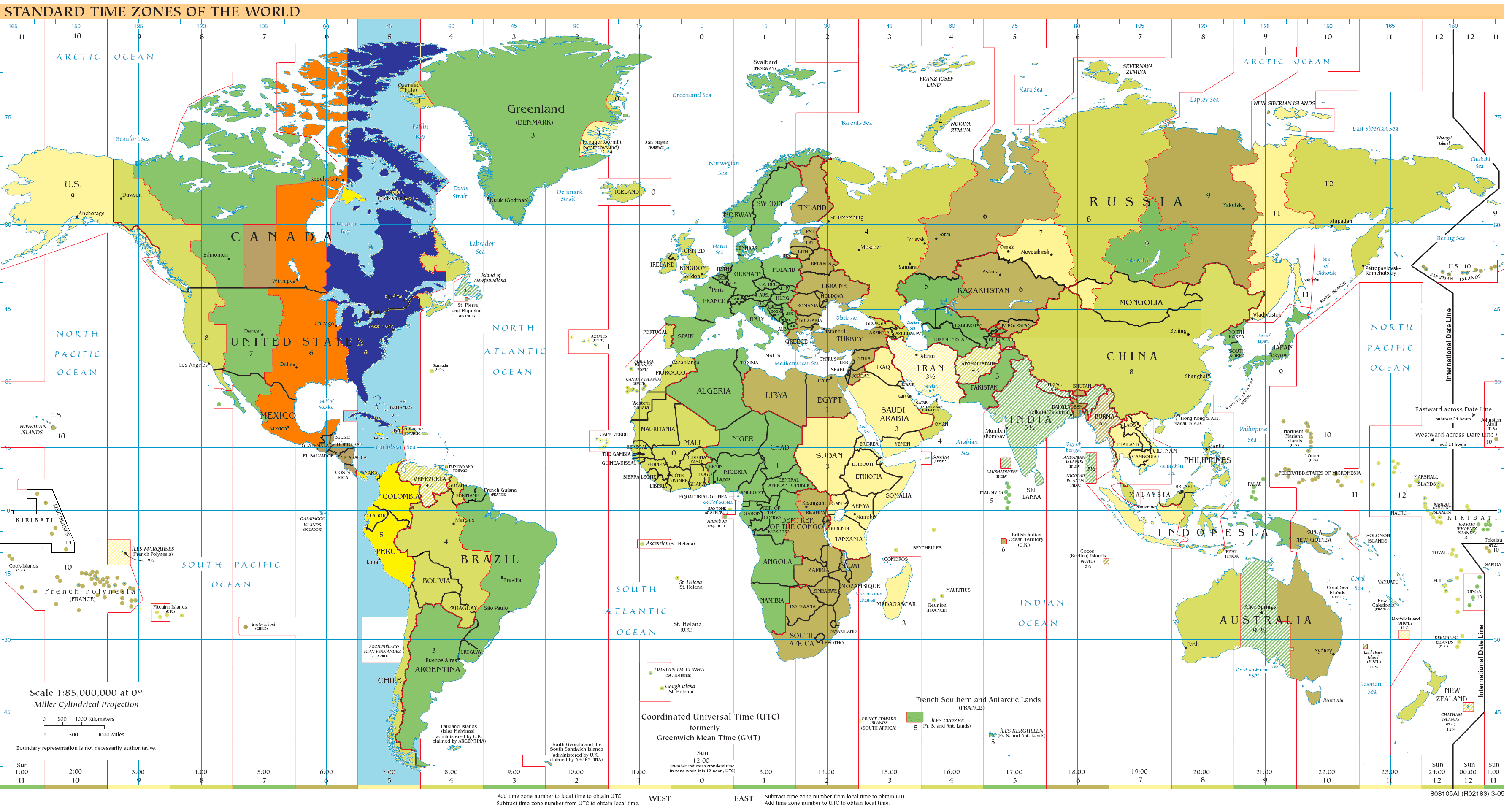
UTC−05:00: azul (janeiro), laranja (julho), amarelo (o ano todo), azul claro (áreas marítimas)

Longitude ao meio: 75º 00' 00" O

## Tempo padrão (o ano todo)
- Brasil
  -  Acre
  -  Amazonas (treze municípios no oeste do estado)[1]
    - Atalaia do Norte
    - Benjamin Constant
    - Boca do Acre
    - Eirunepé
    - Envira
    - Guajará
    - Ipixuna
    - Itamarati
    - Jutaí
    - Lábrea
    - Pauini
    - São Paulo de Olivença
    - Tabatinga

- Canadá
  -  Nunavut
    - Ilha Southampton
- Colômbia
- Equador (exceto as Ilhas Galápagos)[2]
- Jamaica
- México[3]
  -  Quintana Roo[4]
- Panamá
- Peru
- Reino Unido
  -  Ilhas Caimã[5]

## Tempo padrão (inverno do hemisfério norte)
Conhecido nos Estados Unidos como Horário de Nova York ou EST - Eastern Standard Time: Inicia no primeiro domingo de novembro, e finaliza no segundo domingo de março.
- Bahamas
- Canadá
  -  Nunavut (Leste, incluindo a capital Iqaluit)[6]
  -  Ontário (Exceto na divisa com Manitoba)[7]
  -  Quebec[8] (Exceto no Golfo de São Lourenço[9] e na ilha Grindstone).[10]
- Cuba
- Estados Unidos
  -  Connecticut
  -  Delaware
  -  Flórida
  -  Geórgia
  -  Indiana
  -  Kentucky (Leste)[11]
  -  Maine
  -  Maryland
  -  Massachusetts
  -  Michigan (Exceto condados fronteiriços com Wisconsin)[12]
  -  Nova Hampshire
  -  Nova Jérsei
  -  Nova Iorque
  -  Carolina do Norte
  -  Ohio
  -  Pensilvânia
  -  Rhode Island
  -  Carolina do Sul
  -  Tennessee (Leste)[13]
  -  Vermont
  -  Virgínia
  -  Distrito de Colúmbia
  -  Virgínia Ocidental
- Haiti
- Reino Unido
  -  Turcas e Caicos[14] (do primeiro domingo de novembro, ao segundo domingo de março)[15]